# Escut antic d'Isona

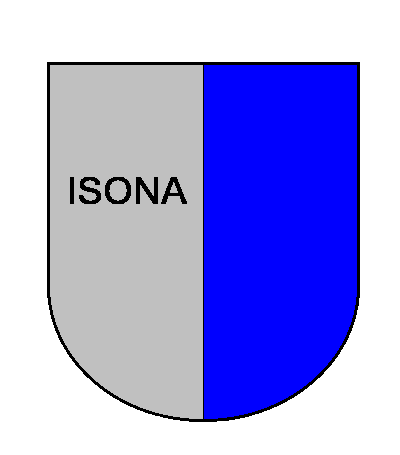
Escut antic d'Isona

Antic escut municipal d'Isona, al Pallars Jussà. Fou vigent entre el 1970, any de creació del municipi d'Isona i Conca Dellà, i el 21 de juny del 1984, moment en què fou substituït per l'escut de nova creació, adaptat a la normativa vigent a Catalunya sobre símbols oficials, del terme municipal, també de nova planta, d'Isona i Conca Dellà.

## Descripció heràldica
Tallat d'argent i atzur; sobre l'argent, el nom de la vila.